# غوستاف ريختر (محامي)
غوستاف ريختر (بالألمانية: Gustav Richter)‏ هو محامي ألماني، ولد في 19 نوفمبر 1912 في شتاتبروتسلتن في ألمانيا، وتوفي في 1982.